# Pomezná (Libá)

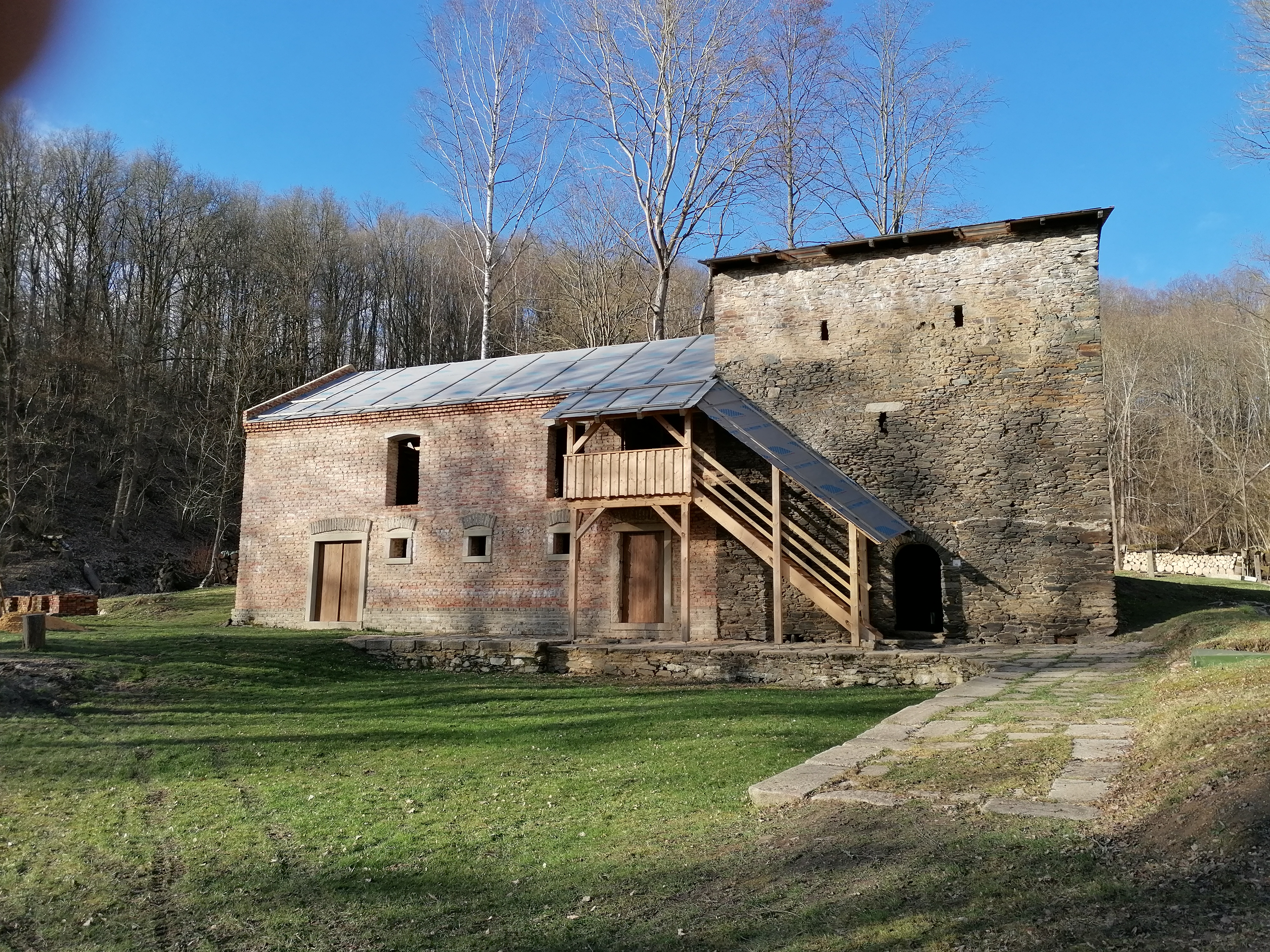
Turm in Pomezná (Markhausen), Zustand Februar 2024

Pomezná (deutsch Markhausen) ist eine Wüstung in Tschechien. Sie liegt zweieinhalb Kilometer östlich von Hohenberg an der Eger auf dem Gebiet der Gemeinde Libá im Okres Cheb.

## Geographie

### Geographische Lage
Pomezná befindet sich am linken Ufer der Eger unterhalb der Einmündung der Röslau an der deutsch-tschechischen Grenze am Fuße des Fichtelgebirges im Egerbecken. Der aufgelassene Ort liegt am oberen Ende des Stausees Skalka auf dem Gebiet des Naturparkes Smrčiny; die Mäanderlandschaft der Eger und Röslau südlich von Pomezná ist als Naturreservat Rathsam geschützt. Nördlich erhebt sich der Na Vršíčku (552 m), im Nordosten die Pastviny (511 m), südöstlich der Vršek (491 m) sowie im Westen die Vyhlídka (493 m) und der Hohenberger Burgberg.

### Ortsgliederung
Pomezná bildet eine Grundsiedlungseinheit und einen Katastralbezirk der Gemeinde Libá.

### Nachbargemeinden
Nachbarorte waren Dobrošov und Hůrka im Norden, Samota, Hleďsebe, Horní Rybárna und U Rybáka im Nordosten, Klest und Komorní Dvůr im Osten, Cetnov, Bříza und Pomezí nad Ohří im Südosten, Hradčany im Süden, Fischern und Rybáře im Südwesten, Hohenberg an der Eger, Hammermühle und Dubina im Westen sowie Libá im Nordwesten.

## Geschichte

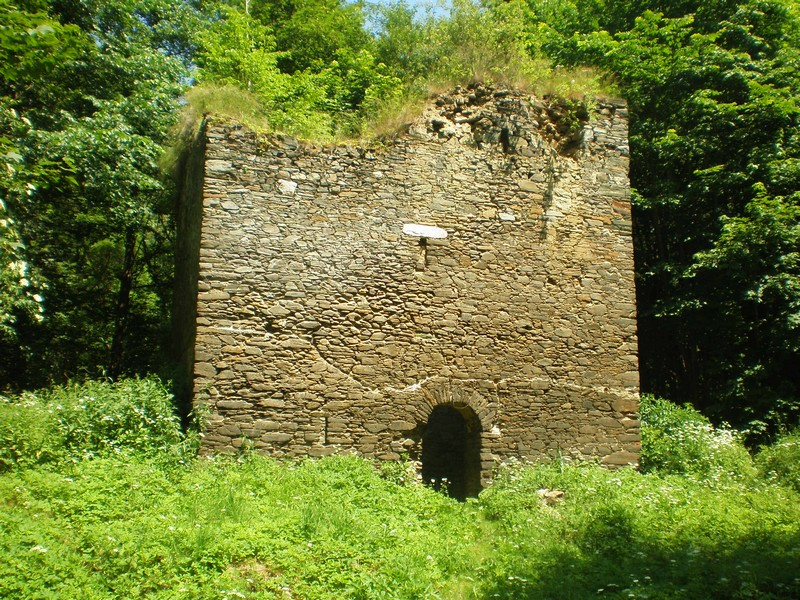
Ruine im Jahr 2010

Die erste schriftliche Erwähnung der Feste „Marchousen“ erfolgte im Jahre 1225 als Sitz der Brüder Konrad und Berchtold von Marchousen. Die Ansiedlung um einen befestigten Herrensitz an der Grenze der Güter der Reichsstadt Eger zu den Besitzungen der Herren von Hohenberg entstand wahrscheinlich im 12. Jahrhundert.
1255 gehörte Markhausen zu den Orten, die dem Kloster Waldsassen zehentpflichtig waren; es war in jener Zeit Sitz des oberpfälzischen Adelsgeschlecht der Paulsdorf.  Als Besitzer des Gutes wechselten sich verschiedene Egerer Ministerialenfamilien ab, nach 1309 erwarb das Stift Waldsassen Markhausen. 1322 wurde „Markhawsen“ Teil der Reichspfandschaft Eger.
Im Jahre 1348 verkaufte der Abt Franz Kübel von Waldsassen den Ort „Marchusen“ an Rüdiger von Sparneck, dann wechselten die Besitzer wieder öfter. 1395 wurden im Heerbannverzeichnis 15 Bauern aus Markhausen aufgeführt. Bis 1406 bestand in Markhausen eine Pfarre, zu deren Sprengel auch Tobiesenreuth, Riehm, Sorghof und Klausenhof gehörten. Im Jahre 1424 bestand das Dorf aus fünf Großbauerngütern, sechs Kleinbauerngütern, vier Häuslern und einer Mühle. In der Mitte des 15. Jahrhunderts ist als Besitzer Franz Teufel bekannt, der sich mit dem Egerer Rat zerstritten hatte und im Teufelsturm im Egerer Kommendaklostergarten lange eingesperrt war. Dann besaßen die Fischer Markhausen. Sie legten nördlich des Ortes zahlreiche Teiche an. 1560 folgten die Egerer Bürgermeister und Ratsherren Bayer und Elbogner. Weitere Besitzer waren im 17. Jahrhundert die Jöhel, die Brunner, die Bertl, die Junckher und die Friedrich. Anschließend kaufte die Stadt Eger alle Teiche und Zinse, wodurch Markhausen in Erbuntertänigkeit der Stadt Eger kam. 1943 waren noch 20 größere und 10 kleinere Teiche mit einem Fischhaus, das die Stadt Eger 1820 verkaufte, vorhanden. Während des Bayerischen Krieges wurde die Feste Markhausen im Jahre 1462 zerstört. In Markhausen entstand ein neuer Herrensitz, der 1526 erneut zerstört wurde und mit dem Erwerb der Grundherrschaft über den Ort durch die Stadt Eger im Jahre 1629 seine Funktion als Verwaltung einer Gutsherrschaft verlor.
Haupterwerbsquelle der Bewohner des Ortes bildeten die Landwirtschaft und die Fischzucht; um Markhausen wurden über 30 Fischteiche bewirtschaftet. Im 16. Jahrhundert unternahmen Bauern einige Bergbauversuche auf Kohle und Eisenerz, die jedoch nicht den gewünschten Erfolg brachten. Zu Beginn des 19. Jahrhunderts bestand Markhausen aus 22 Häusern mit 122 Einwohnern; es veränderte sich bis 1945 (24 Hausnummern) nur unwesentlich. Bis zur Mitte des 19. Jahrhunderts, blieb Markhausen der Stadt Eger erbuntertänig.

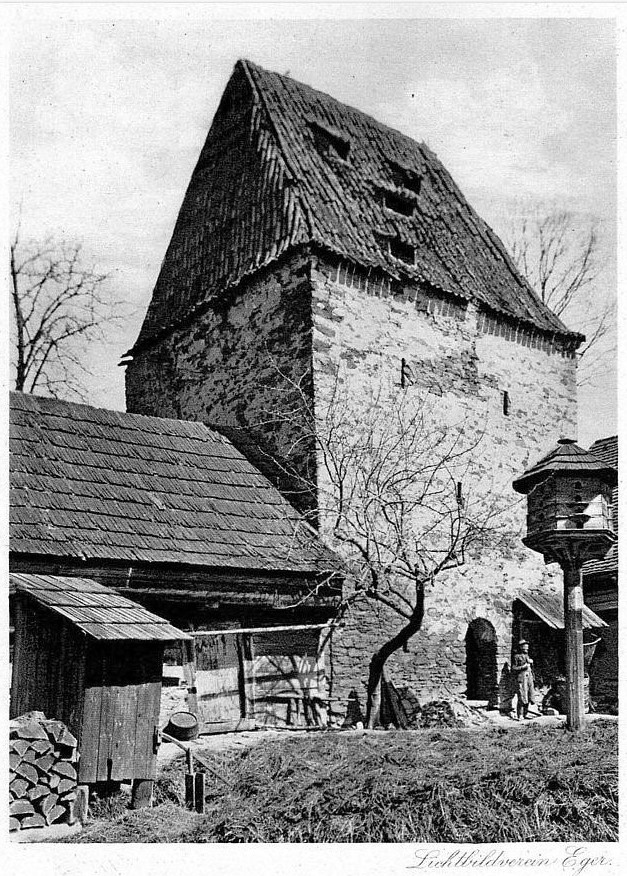
Alter Turm, etwa 1928

Nach der Aufhebung der Patrimonialherrschaften bildete Markhausen ab 1850 einen Ortsteil der Gemeinde  Mühlbach im Bezirk und Gerichtsbezirk Eger. Pfarr- und Schulort war ebenfalls Mühlbach. Mit dem Bau einer Brücke über die Eger entstand im Jahre 1900 eine direkte Straßenverbindung nach Mühlbach. 1908 nahm in Markhausen eine eigene Dorfschule den Unterricht auf. Im Jahre 1920 lösten sich Markhausen,  Fischern und  Rathsam von Mühlbach los und bildeten die Gemeinde Markhausen. In der Mühle an der Eger wurde 1931 durch den Elektromeister Adolf Wagner ein Elektrizitätswerk errichtet. 1930 lebten in der Gemeinde insgesamt 192 Personen, 1939 waren es 180.  1875, 1907, 1924 und 1945 durch Kriegseinwirkungen brannten Häuser des Ortes nieder. Nach dem Münchner Abkommen wurde die Gemeinde 1938 dem Deutschen Reich zugeschlagen und gehörte bis 1945 zum Landkreis Eger.
Nach dem Ende des Zweiten Weltkriegs im Mai 1945 kam Markhausen zur Tschechoslowakei zurück, und die deutschsprachige Bevölkerung wurde vertrieben. 1947 wurde die Gemeinde in Olšovka umbenannt und im Jahr darauf in Pomezná. Im Zuge der Errichtung des Eisernen Vorhangs wurde die Gemeinde Pomezná 1950 aufgelöst und an Pomezí nad Ohří angeschlossen. Im Jahre 1951 mussten die Neusiedler Pomezná verlassen; es lag innerhalb der Grenzbefestigungen der Tschechoslowakei im Kalten Krieg. Es entstand eine Kaserne der Pohraniční stráž als Grenzwache, und das Dorf wurde sukzessive dem Erdboden gleichgemacht.
Zwischen 1962 und 1964 wurde im Egertal die Talsperre Skalka zur Trinkwasserversorgung der Stadt Cheb und zum Hochwasserschutz errichtet. Am 1. Juli 1965 wurden die durch den Stausee Skalka von Pomezí nad Ohří abgeschnittenen Kataster Pomezná und Rybáře der Gemeinde Libá zugeordnet. Ende der 1970er Jahre erfolgte der Bau einer neuen Kaserne in Dubina, die Kaserne in Pomezná wurde abgerissen. 1976 wurde der Ortsteil Pomezná offiziell für erloschen erklärt.
Erhalten blieben die im Jahr 1963 errichtete Mühle an der Eger, die Ruine des mittelalterlichen Torturmes und ein Ferienhaus.

## Kultur und Sehenswürdigkeiten
- Reste des Torturmes der 1462 zerstörten Feste Markhausen; der als „Frankenturm“ oder „Kasten“ bezeichnete Bau wurde später Teil des Gehöftes Nr. 1. Als der Besitzer des Bauernhofes Nr. 1, Nikolaus Diener, im Jahre 1908 den baufälligen oberen Teil des Turmes beseitigen und die Mauern des Erdgeschosses in eine neue Scheune einbauen wollte, initiierte der Schriftsteller Alois John eine Sammlung zur Erhaltung des Turmes und erreichte seine Unterschutzstellung als Denkmal. Nach der Zerstörung des Dorfes wurde der Turm dem Verfall überlassen. Von dem quadratischen und unterkellerten Bauwerk von acht Meter Länge haben sich Mauerreste von zwei Geschossen und das Tonnengewölbe des Kellers erhalten. Seit 2015 wird am Wiederaufbau des Turms und des angeschlossenen Wohnhauses gearbeitet.
- Stausee Skalka
- Naturreservat Rathsam am Zusammenfluss von Röslau und Eger

## Literatur

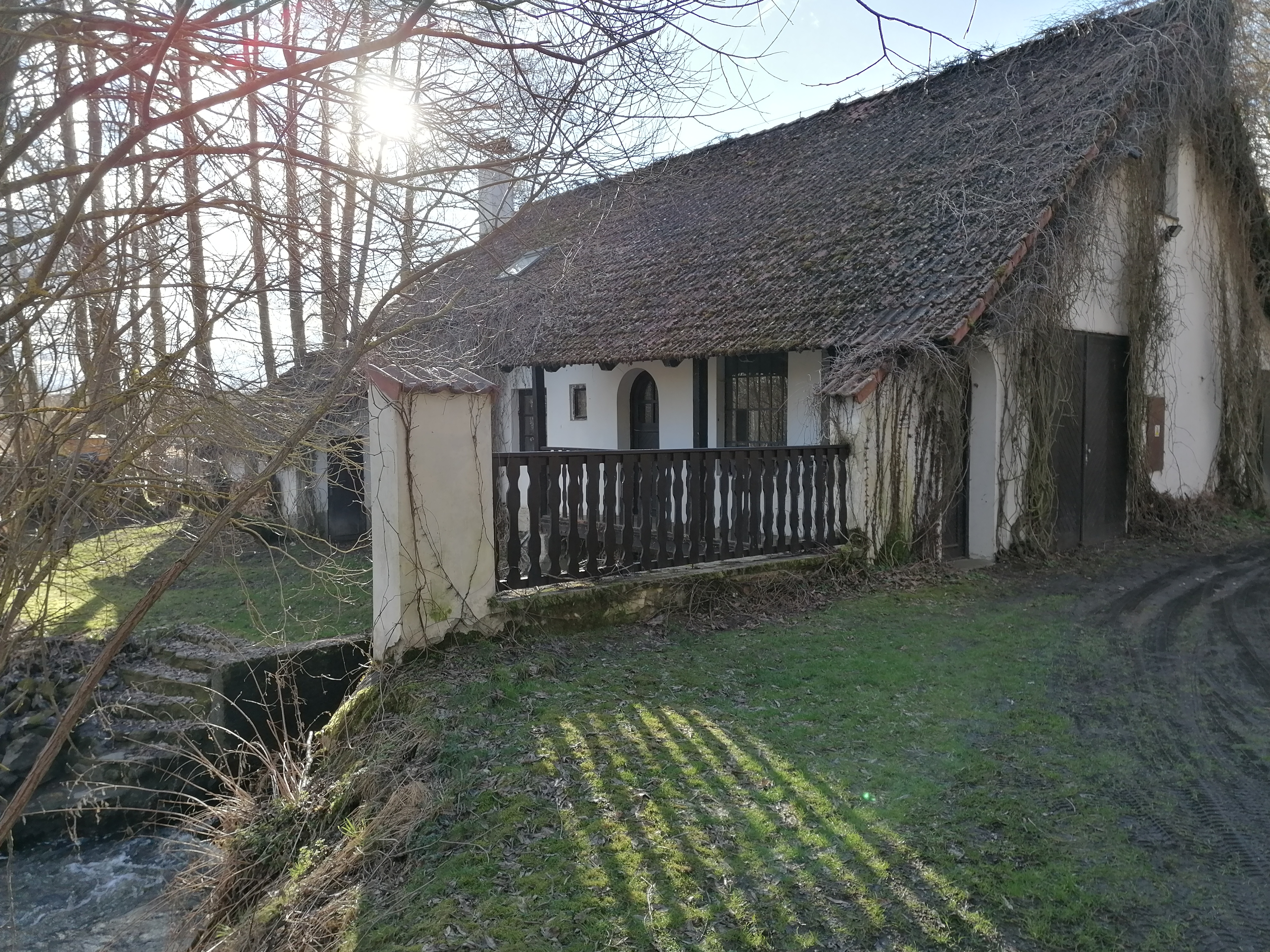
Wassermühle in Pomezná (Markhausen); Zustand Februar 2024